# USS Vincennes (CG-49)
USS Vincennes (CG-49) var en robotkryssare av Ticonderoga-klass i amerikanska flottan. År 1988 sköt fartyget ned Iran Air Flight 655 över Persiska viken och dödade samtliga 290 passagerare ombord, alla civila (varav 38 icke-iranier och 66 barn). Fartyget sjösattes den 14 april 1984 och sponsrades av Marilyn Quayle, hustru till Indianas senator Dan Quayle. Vincennes namngavs efter slaget vid Vincennes 1779 under det amerikanska revolutionskriget medan flottans tidigare Vincennes (tung kryssare och lätt kryssare) namngavs efter staden Vincennes, Indiana. Hon togs i tjänst vid Pascagoula den 6 juli 1985 under kapten George N. Gees befäl. Fartyget bar normalt styrda robotar, snabbskjutande kanoner och två Seahawk LAMPS-helikoptrar för antiubåt- och ytstridskrigföring, personaltransport och andra ändamål.
Fartyget sköt av misstag ned Iran Air Flight 655 år 1988.
2010 såldes USS Vincennes till International Shipbreaking för skrotning.

## Befälhavare
- Kapten George N. Gee, 6 juli 1985 – 11 april 1987
- Kapten Will C. Rogers III, 11 april 1987 – 27 maj 1989
- Kapten Robert B. Lynch, 27 May 1989 – 26 april 1991
- Kapten Thomas C. J. McGinlay, 26 april 1991 – 27 mars 1993
- Kapten Charles R. Burchell, 27 mars 1993 – 6 januari 1995
- Kapten Craig H. Murray, 27 mars 1993 – 21 mars 1997
- Kommendörkapten Alan G. Maiorano, 21 mars 1997 – 23 oktober 1998
- Kommendörkapten Samuel Perez, Jr., 23 oktober 1998 – 17 april 2000
- Kommendörkapten Robert A. Shafer, 17 april 2000 – 12 april 2002
- Kommendörkapten Steven A. Lott, 12 april 2002 – 4 februari 2004
- Kommendörkapten Mark J. Englebert, 4 februari 2004 – 1 juli 2005[1]